# Tetsurō Watsuji
Tetsurō Watsuji (dans l'ordre japonais Watsuji Tetsurō 和辻 哲郎, né le 1er mars 1889 et mort le 16 décembre 1960) est un philosophe et penseur japonais, connu pour sa théorie du milieu humain (fûdo).

## Biographie
Né à Himeji dans la préfecture de Hyōgo, il fait ses études au Premier lycée de Tokyo dont il sort diplômé en 1909. Il entre ensuite à l’Université impériale de Tokyo, dans le département de philosophie. Élève de Raphael von Koeber et Inoue Tetsujirō, il rédige son mémoire de fin d’études sur Schopenhauer. Il s’intéresse parallèlement à Nietzsche auquel il consacre son premier livre en 1913.
En 1915, il s’installe à Kugenuma, près de Kamakura, où se forme une petite communauté d’intellectuels et artistes, comprenant Abe Jirō, Abe Yoshishige ou encore le peintre Kishida Ryūsei.
Nommé lecteur à l’Université Tōyō en 1920, il devient professeur assistant à l’Université impériale de Kyoto en 1925. Il est promu professeur six ans plus tard. Parmi ses collègues, se trouvent les philosophes Nishida Kitarō et Tanabe Hajime. Entre 1927 et 1928, il séjourne en Allemagne où il découvre Heidegger.
Les principaux travaux de Watsuji portent sur l’éthique, la société et les arts au Japon. Il tenta d’intégrer les apports de la philosophie occidentale au sein d’une éthique japonaise moderne. 
Watsuji a tout particulièrement mis en avant la notion de « milieu » attaché à une région ou un pays, milieu qui explique les spécificités culturelles de chaque civilisation. Il distingue ainsi trois types de milieu : la mousson, le désert et la prairie. Même les religions reflètent les différences de milieux.
En français, le seul livre de Watsuji disponible est Fūdo, le milieu humain (2011), traduit et commenté par Augustin Berque.
Il meurt le 26 décembre 1960 dans sa résidence de Nerima. Sa dépouille est inhumée au cimetière du temple bouddhiste Tōkei-ji à Kamakura.

### Ouvrages et articles traduits en français
- Watsuji Tetsurō, Fûdo, le milieu humain, trad. par Augustin Berque, CNRS Éditions, 2011
- Watsuji Tetsurō, Château, in Revue Milieu(x), no 2, trad. par Frédéric Dubois, Éditions Habiter, 2015
- Watsuji Tetsurô, La signification de l'éthique en tant qu'étude de l'être humain, traduit par Bernard Stevens avec l'assistance de Tadanori Takada, revue "Philosophie" numéro 79, Les éditions de Minuit, 2003, pp. 5-24.